# 岩渕敏司
岩渕 敏司（いわぶち としじ、1975年10月7日 - ）は、日本の俳優。埼玉県出身。二松學舍大学卒業。身長165cm、劇団「くろいぬパレード」の看板俳優として長年活躍。
2019年4月から活動拠点を愛媛県松山市に移し、FM愛媛にて番組パーソナリティ出演も行う。
趣味は映画鑑賞、読書。特技は狂言、小舞。工藤静香の大ファンである。

## 主な出演作品

### テレビドラマ
- 安堂ロイド〜A.I. knows LOVE?〜（2013年10月、TBS）-  サラリーマン 役
- お葬式で会いましょう（2014年5月、NHK BSプレミアム） -  金光 役
- 音で怪獣を描いた男〜ゴジラVS伊福部昭（2014年7月、NHK） - 掛下 役
- ゼロの真実〜監察医・松本真央〜 第2話（2014年7月、テレビ朝日） - 刑事 役
- 家族狩り第7話、第9話（2014年8月、TBS） - 父親 役
- 相棒 season13 第2話（2014年10月、テレビ朝日） - 近藤秋夫役
- 太鼓持ちの達人〜正しい××のほめ方〜（2015年3月、テレビ東京） - 子盆野歌丸 役
- 刑事7人 第2シリーズ 第5話（2016年8月、テレビ朝日） - 永沢圭介 役
- 金曜プレミアム　本当にあった女の人生ドラマ「がめつい女」（2016年11月 フジテレビジョン） - 三沢耕司 役

### 舞台
- 笑犬 『あの鉛筆で、不帰の恋文を記す』
- IKEYA食堂『モグラの光』
- レイネット『でも未来には君がいる』
- 笑犬『だがしかし、恋をする。』
- LEMON LIVE『Woo!!man』
- 青年座『ムエン一族』
- 黒鯛プロデュース『ジャズ幽霊さん』
- 『THE UNTOUCHABLES』
- くろいぬパレード『姉の恋』
- くろいぬパレード『柘榴を切った！』
- 黒鯛プロデュース『異議ある夫婦』
- LEMON LIVE『Back Stage』
- くろいぬパレード『熊猫』
- 川中美幸特別公演〜ジャスミンの花咲く頃
- くろいぬパレード『ミッドナイト・レジスタンス』
- くろいぬパレード『尾花虎十郎劇団　祝三十周年記念特別公演「特急小江戸　近松心中膝栗毛」』
- くろいぬパレード『ヤモリ』
- 坊っちゃん劇場 ｢52days~愚陀佛庵、二人の文豪~」正岡子規(ノボさん役)(作・演出/石田昌也（宝塚歌劇団）音楽監督・作曲/玉麻尚一 振付／尚すみれ)
- 坊っちゃん劇場 愛媛・ロシア オレンブルグ友好特別公演｢誓いのコイン~ロシア兵をもてなした松山~」ピョートル役(作・作詞/高橋知伽江 演出/栗城宏(わらび座) 振付/尚すみれ 編曲/玉麻尚一)
- 坊っちゃん劇場「～おかやま桃太郎伝説～鬼の鎮魂歌(レクイエム)～」イヌ役(作/羽原大介 演出/錦織一清 音楽監督・作曲/岸田敏志)
- イワントモリ『明日のハナコ』[1]
- とうおんアートヴィレッジフェスティバル2024 東温でつくる音楽劇『オリビアを聴きながら』[2]

### ラジオ
- 産後途中下車（2014年10月25日、NHK-FM）
- 七帝柔道記（2016年5月30日、NHK-FM）永沼 役
- ベストヒットえひめ(2019年9月1日 - 2022年9月25日(番組終了まで)、毎週日曜 18:00 - 19:00 FM愛媛)パーソナリティ
- P-up! MORNING( - 2022年9月30日(番組終了まで)、平日 7:30 - 9:00 FM愛媛)木・金曜パーソナリティ
- JOEU-FM Hot Picks(2022年10月5日 - 2025年3月28日、平日 7:30 - 8:00 FM愛媛)木・金曜パーソナリティ - 上記番組の後継番組で引き続き担当。
- My PLAY LIST (2025年4月5日 - 、毎週土曜 5:00 - 6:00(再放送 毎週日曜5:00 - 6:00) FM愛媛)
- JOEUマンスリーパワープレイ (2025年4月1日 - 、番組の間の5分枠で随時放送 FM愛媛)

### オーディオドラマ
- 愛蔵版 モリー先生との火曜日（2019年） - 朗読